# Club Atletico Fiumano

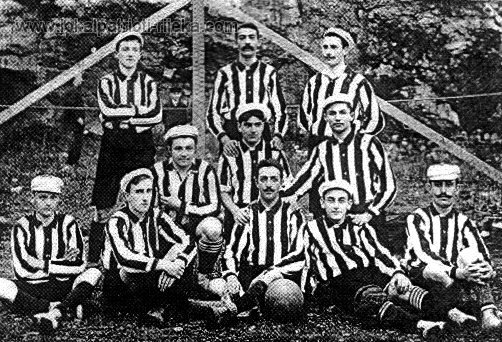
Il Club Atletico Fiumano in una delle prime partite giocate nel 1905. Al centro Fiorello La Guardia.

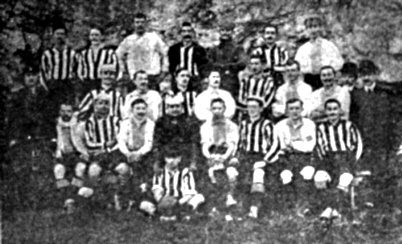
Foto congiunta dei giocatori del Club Atletico Fiumano (maglie a strisce) e del PNIŠK (maglie bianche con una striscia blu al centro), 1905

Il Club Atletico Fiumano (in lingua ungherese Fiumei Atletikai Club) fu un club di ginnastica e calcio fondato a Fiume nel 1905 con il doppio nome poiché, secondo il proprio statuto, era un'organizzazione bilingue italo-ungherese.

## Storia
Il club fu fondato il 20 febbraio 1905 e contava subito 43 soci attivi. Durante l'assemblea costitutiva, il dott. Eugenio Pazmany fu eletto presidente e Biagio Dorigo segretario. La dirigenza e i giocatori usavano l'ungherese come lingua principale per le comunicazioni reciproche e tutte le etnie di Fiume giocavano nel club, compresi gli stranieri provenienti da altri continenti. Il 14 aprile, il Dipartimento di Pubblica Sicurezza del Magistrato della Città approvò l'atto di registrazione per ginnastica, nuoto, atletica leggera e calcio.
Per il club giocarono anche il futuro sindaco di New York, lo statunitense Fiorello La Guardia, ed il croato Jakov Supilo, fratello del celebre politico Frane.
Il 3 dicembre 1905, i calciatori di Zagabria giocarono per la prima volta a Fiume: il PNIŠK Zagabria sconfisse i bianco-neri con il punteggio di 4–3. Per i padroni di casa giocarono i seguenti giocatori: Singer, Mathiasko, Fleischman, Fiorello La Guardia , Naschitz, Szemere, Hoelczh, Diamant, Morini, Fink e Schoen.
Nella stagione 1909–10, il club rappresentò Fiume nella seconda divisione ungherese, al tempo divisa in 6 gironi, le cui vincitrici si sarebbero sfidate per la promozione nella massima divisione. I bianco-neri vennero inseriti nel Gruppo Transdanubiano, tuttavia il club si ritirò all'ultimo momento, quindi si classificò all'ultimo posto nel girone (le altre avversarie erano Kaposvári AVC e Székesfehérvári TC).
Nel 1911, il club e il suo allora presidente Singer ospitarono il famoso MTK di Budapest, all'inizio del vittorioso tour dell'MTK in Italia e Svizzera, che fu tra i primi tornei internazionali nella storia dell'Europa meridionale.
Negli anni '10, la società calcistica attraversò problemi finanziari e non vi è alcuna menzione che il Club Atletico Fiumano abbia giocato partite di calcio dopo la stagione 1911–12. Gli storici stanno ancora indagando sulle circostanze esatte in cui il club cessò le sue attività. È noto che alla fine mantenne solo le attività di ginnastica, nuoto e lotta. A Fiume, il CS Olimpia assunse il ruolo di principale club cittadino .